# Buchnera (Bakterium)
Buchnera Munson et al. 1991 ist eine Gattung (Biologie) von Gammaproteobakterien in der Ordnung Enterobacterales. Es ist nur die eine Art (Spezies) Buchnera aphidicola in dieser Gattung allgemein anerkannt (monotypisch, Stand: 28. August 2021).
Die Gattung ist nicht zu verwechseln mit der gleichnamigen Hemiparasiten-Gattung Buchnera L. 1753 (Sommerwurzgewächse).
Buchnera aphidicola ist ein primärer Endosymbiont von Blattläusen und wurde insbesondere in der Erbsenblattlaus (Acyrthosiphon pisum) untersucht.
Diese Erbsenläuse leben in Symbiose mit Bakterien der Arten Buchnera aphidicola und Regiella insecticola. Die Bakterien werden von den Blattlausmüttern direkt (über die Eier) an ihre Nachkommen weitergegeben (strikt vertikale Vererbung).

## Beschreibung
Die Erbsenlaus A. pisum geht eine obligate endosymbiotische Beziehung mit dem Bakterium Buchnera aphidicola ein, wobei die Erbsenlaus der Wirt ist und Buchnera der primäre Endosymbiont; zusammen bilden sie einen Holosymbionten. Es handelt sich um eine obligate, symbiotische Beziehung, bei der beide Partner vollständig voneinander abhängig sind.
Bei einer Behandlung mit Antibiotika zur Entfernung der Buchnera-Bakterien werden Wachstum und Vermehrung der Blattläuse unterbrochen oder reduziert. Umgekehrt fehlt es Buchnera an Genen, die für ein vom Wirt unabhängiges Leben erforderlich sind; Buchnera ist außerhalb des Blattlaus-Wirts nicht kultivierbar.
Die Blattläuse haben ein zweilappiges Organ (Bakteriom), das sechzig bis achtzig sog. Bakteriozyten enthält. In diesen speziellen Zellen spielt sich der Lebenszyklus der mit Blattläusen assoziierten Buchnera-Bakterien ab; für die Blattläuse übernehmen die Bakterien spezielle Aufgaben beim Auf- oder Umbau von Zuckermolekülen und Aminosäuren. Jeder Bakteriozyt enthält mehrere Vesikel, genannt Symbiosomen, die von der Zellmembran abgeleitet sind und in denen sich die Buchnera-Zellen befinden. Eine reife Blattlaus kann schätzungsweise 5,6 × 106 (5,6 Millionen) Buchnera-Zellen tragen.

## Genom und Evolution
Das Genom von Buchnera aphidicola wurde bereits um die Jahrtausendwende sequenziert und konnte mit dem der Erbsenlaus verglichen werden. Die Größe des Genoms der verschiedenen Buchnera-Linien liegt im Bereich von 600 bis 650 kbp (Kilobasenpaare) und kodiert für etwa 500 bis 560 Proteine. Viele Stämme enthalten auch ein oder zwei Plasmide (2,3 bis 11 kbp groß).
Man nimmt an, dass Buchnera einen freilebenden gramnegativen Vorfahren hatte, der „modernen“ Enterobacterales wie dem Colibakterium (Escherichia coli) ähnelt. Buchnera-Zellen haben einen Durchmesser von 3 µm und weist einige der Hauptmerkmale der Enterobacterales auf, wie etwa die gramnegative Zellwand. Im Gegensatz zu den meisten anderen gramnegativen Bakterien fehlen Buchnera jedoch die Gene zur Produktion von Lipopolysacchariden für die äußere Zellmembran. Die lange Assoziation mit Blattläusen und die Einschränkung von Rekombinations-Ereignissen aufgrund der strikt vertikalen Übertragung hat zum Verlust (Deletion) von Genen geführt, die für die anaerobe Atmung, die Synthese von Aminozuckern, Fettsäuren, Phospholipiden und komplexen Kohlenhydraten erforderlich sind.
Dies hat nicht nur zu einem der kleinsten bekannten Genome aller lebenden Organismen geführt, sondern auch zu einem der genetisch stabilsten. Es scheint jedoch im Laufe der Evolutionsgeschichte wenig Gentransfer zwischen den beiden Arten stattgefunden zu haben.
Die symbiotische Beziehung zu Blattläusen begann vor etwa 160 bis 280 Millionen Jahren. Sie hat sich seitdem durch Co-Evolution und Co-Speziation (gemeinsame Artbildung) erhalten und weiterentwickelt.

## Mitglieder
Durch die Ko-Evolution von Blattläusen und ihren Buchnera-Endosymbionten gibt es eine weitgehende Entsprechung von Blattlausarten und Buchnera-Sonderformen (formae speciales) Die Gattung Buchnera hat (mit Stand 28. August 2021) folgende Mitglieder (Auswahl):
Gattung Buchnera Munson et al. 1991
- Spezies Buchnera aphidicola Munson et al. 1991[13] (Typus)[11][12]

- Sonderform Buchnera aphidicola (Acyrthosiphon pisum) – Endosymbiont in der Erbsenlaus (Erbsenblattlaus, Acyrthosiphon pisum)
- Sonderform Buchnera aphidicola (Acyrthosiphon kondoi) – Endosymbiont in der Blattlaus der Blauen Luzerne (Acyrthosiphon kondoi). Evtl. eigene Spezies „Acyrthosiphon kondoi endosymbiont“
- Sonderform Buchnera aphidicola (Acyrthosiphon lactucae) – Endosymbiont in der Salatlaus (Acyrthosiphon lactucae)
- Sonderform Buchnera aphidicola (Acyrthosiphon solani) – Endosymbiont in der Grünfleckigen Kartoffellaus (Aulacorthum solani)
- … (gut über 400 Sonderformen)

- Spezies Buchnera endosymbiont of Lasius sp.[20] – Endosymbiont in Wegameisen
- Spezies Buchnera sp. 150
- … (gut 30 unklassifizierte mögliche Spezies)

## Buchneraund Pflanzenviren
Buchnerea produziert ein Protein namens Symbionin, das sich an die Virushülle (Kapsid) von Pflanzenviren bindet und sie im Inneren der Blattlaus schützt. Dadurch wird es wahrscheinlicher, dass das Virion (Virusteilchen) überlebt und eine andere Pflanze bei der nächsten Mahlzeit der Blattlaus infizieren kann. Die Eigenschaft der Blattläuse als Virusvektoren werden so verstärkt.

## Etymologie und Forschungsgeschichte
Buchnera wurde von Paul Baumann und Kollegen nach dem Biologen Paul Buchner benannt, die die erste molekulare Charakterisierung eines symbiontischen Bakteriums durchführten. Diese Studien über Buchnera leiteten später Studien über Symbionten vieler Insektengruppen ein, die von zahlreichen Forschern durchgeführt wurden. Unter anderem untersuchten Paul und Linda Baumann, Nancy Moran, Serap Aksoy und Roy Gross, die gemeinsam Symbionten von Blattläusen, Tsetsefliegen, Ameisen, Zwergzikaden, Schmierläusen, Mottenschildläusen der Familie Aleyrodidae (Weiße Fliegen), Blattflöhen der Familie Psyllidae und anderen.